# 広住久道
広住 久道（ひろずみ きゅうどう、1852年12月7日（嘉永5年10月26日） - 1910年（明治43年）2月5日）は、明治時代の政治家。自由民権運動家。衆議院議員（5期）。

## 経歴
遠江掛川藩領志太郡阿知ヶ谷村（静岡県志太郡六合村を経て現島田市）に生まれる。斎藤拝石に漢学を学び、15歳にして阿知ヶ谷村の名主になる。1871年（明治4年）同村に栄昌舎を創立し、後進の教育に尽くした。国会開設請願運動にも関わり、郷里の有志惣代として奔走した。1882年（明治15年）静岡県会議員に当選し、同年立憲改進党が組織されると静岡県改進党に入党した。
1892年（明治25年）2月の第2回衆議院議員総選挙では静岡県第3区から出馬し当選。つづく第3回、第4回、第5回、第6回総選挙でも当選し衆議院議員を通算5期務めた。憲政本党に所属し、改進主義を主張した。任期満了後は、郷里に戻り六合村会議員を経て同村長に就任した。ほか、志太郡会議員、静岡県常置委員、所得税調査委員、徴兵参事員、日本赤十字社地方委員などを歴任した。1910年（明治43年）2月5日、病死した。